# Ede Virág-Ébner
Ede Virág-Ébner (ur. 12 sierpnia 1912 w Budapeszcie, zm. 22 października 1951 w Salonikach) – węgierski zapaśnik walczący w stylu wolnym. Olimpijczyk z Berlina 1936, gdzie zajął siódme miejsce w wadze półciężkiej.
Złoty medalista mistrzostw Europy w 1935 i srebrny w 1934. Mistrz kraju w 1935 roku.

## Letnie Igrzyska Olimpijskie 1936
| Konkurencja | Eliminacje          | Eliminacje      | Eliminacje           | Klas. końcowa |
| Konkurencja | Przeciwnik I        | Przeciwnik II   | Przeciwnik III       | Miejsce       |
| ----------- | ------------------- | --------------- | -------------------- | ------------- |
| 87 kg       | Matti Lahti (FIN) Z | Ago Neo (EST) P | Knut Fridell (SWE) P | 7.            |